# Athenà y Phèvos

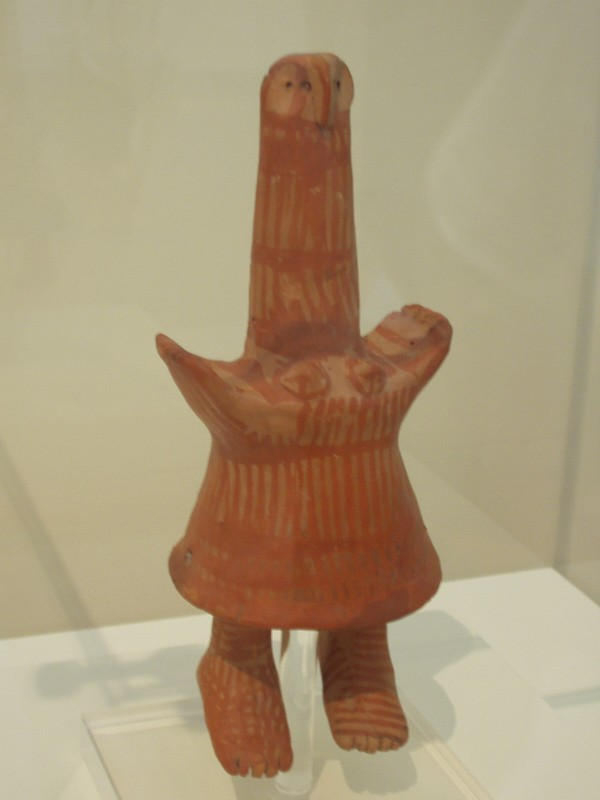
Modelo del Museo Arqueológico Nacional de Atenas, en el cual se basaron para crear las mascotas.

Athenà (21 de junio de 1996; 17 años de existencia, 8 años de edad) y Phèvos (19 de marzo de 1995; 18 años de existencia, 9 años de edad) (Αθηνά και Φοίβος, en el alfabeto griego), fueron las mascotas oficiales de los Juegos Olímpicos de Atenas 2004. Sus nombres en español son Atenea y Febo.
El origen de los nombres de las mascotas provienen de algunas divinidades de la Antigua Grecia. Febo es uno de los tantos nombres de Apolo, dios de la luz, la música y el deporte, mientras Atenea es la diosa de la sabiduría y protectora de la ciudad de Atenas.
Athenà y Phèvos son una pareja de hermanos, diseñados sobre la base de unas antiguas figuras del siglo VII a. C. Si bien algunas personas han considerado que estas figuras hechas en terracota eran muñecos, otros piensan que son figuras fálicas destinadas para las daidalas, festivales en honor a la diosa Hera.
Durante la realización de los Juegos, la Sociedad Griega de Amigos de los Antiguos, destinada a la preservación de la cultura helénica antigual, demandó al Comité de Organización de los Juegos, por una cifra de 3 millones de euros, debido a que consideraban que las mascotas eran un insulto debido a la utilización del nombre de dos de las más importantes divinidades griegas. El Comité, en respuesta, declaró que las mascotas representaban "la participación, camaradería, igualdad, cooperación, el juego limpio y todos los más importantes valores humanos de los griegos".
Aunque no fueron ampliamente populares en todo el mundo, sí tuvieron gran éxito en Grecia. Como manera de promoción de los Juegos, se crearon cientos de miles de productos (souvenirs) con la imagen de Athenà y Phèvos.